# نورة تحلم (فلم)
نورة تحلم (بالإنجليزية: Noura’s Dream) فيلم تونسي من إنتاج 2019. بطولة الممثلة التونسية هند صبري وإخراج المخرجة التونسية هند بوجمعة. يتناول الفيلم العنف المادي والمعنوي المنزلي الذي تتعرض له النساء. كان العرض العالمي الأول للفيلم في مهرجان تورنتو السينمائي 2019، كما شارك في مسابقة الأفلام الروائية الطويلة بمهرجان الجونة السينمائي في سبتمبر 2019. حصل الفيلم على جائزة التانيت الذهبي في مهرجان أيام قرطاج السينمائية في مدينة تونس، والجائزة الكبرى لمهرجان بوردو السينمائي بفرنسا، إلى جانب جائزة لجنة التحكيم الخاصة عن فئة البطولة النسائية في المهرجان الفرنسي (Saint Jean de Luz). شارك في التمثيل كل من حكيم بومسعودي، جمال ساسي، إيمان شريف لطفي العبدلي وسامي الظريف.

## القصة
يحكي الفيلم قصة (نورة) التي تلعب دورها هند صبري، وهي امرأة تنتمي للطبقة الكادحة تواجه عنفًا من زوجها، الذي سرعان مايسجن ويترك لها مهمة تربية 3 أطفال.

## وصلات خارجية
- مقالات تستعمل روابط فنية بلا صلة مع ويكي بيانات
- صفحة الفيلم على قاعدة بيانات الأفلام على الإنترنت.